# Tyrannochthonius similidentatus
Tyrannochthonius similidentatus är en spindeldjursart som beskrevs av Sato 1984. Tyrannochthonius similidentatus ingår i släktet Tyrannochthonius och familjen käkklokrypare. Inga underarter finns listade i Catalogue of Life.